# 鳴門市市民会館
鳴門市市民会館（なるとししみんかいかん）は、徳島県鳴門市撫養町南浜字東浜170番地にある多目的施設。建築家増田友也が鳴門市につくった19の建築のうち、最初の作品。隣接する鳴門市役所本庁舎とともに、日本におけるモダン・ムーブメントの建築に選ばれている。

## 沿革
- 1961年（昭和36年）
  - 3月末 - 着工。設計は京都大学工学部建築学研究室（増田友也研究室）が担当。工費は5537万円で、うち4900万円は厚生年金保険の還元融資、残りは市費。内容設備は市民外の有志や関係会社の寄付金によって整備される。
  - 11月3日 - 落成式。5日までの2日間、舞踊や卓球大会、NHKのラジオ番組公開録音などの開館記念行事が行われた。
- 1962 - 1964年 - ローラースケート場を主体とする運営に。しかし、床の損傷が大きく、2年後にローラースケート場としての使用を停止する。
- 1964年（昭和39年）- 鳴門市中央公民館として位置付けられ、「社会教育法」に則り、営利目的の事業などのイベントが禁止される。
- 1974年（昭和49年）- 市民からの多目的利用の要望の高まりを背景に、中央公民館としての位置付けを廃止。
- 2018年（平成30年）10月22日 - 新市庁舎整備の検討のため、鳴門市が設置した有識者会議（委員長・田中弘之鳴門教育大学副学長）は、市民会館と隣接する現市庁舎を解体し、跡地に新市庁舎を建設する案をまとめた。鳴門市はこれを受け、2020年度の着工を目指す[2]。
- 2021年（令和3年）2月 - 解体作業が終わる[3]。

## 施設
- 鉄骨造り一部鉄筋コンクリート造り
- 床面積：2084m2（1階：1500m2　2階：376m2　地下：207m2）
- 集会場・収容人員：2,000人

バスケットボール：公式1面
バレーボール：公式1面、略式2面
バドミントン：公式4面
卓球：公式5面、略式10面